# Хорват, Хрвое
Хрвое Хорват (хорв. Hrvoje Horvat, родился 22 мая 1946 года в Бьеловаре) — югославский хорватский гандболист, олимпийский чемпион 1972 года в составе сборной СФРЮ. Стал известен под прозвищем «Цвеба» (хорв. Cveba).

## Игровая карьера

### Клубная
Хрвое пришёл в гандбол в возрасте 13 лет в команду «Партизан» из Бьеловара, с которой неоднократно побеждал в чемпионате Югославии, а в 1972 году выиграл Кубок европейских чемпионов. В сезоне 1975/1976 году он набирал в среднем по 12,2 очка за игру. В 1979 году перебрался в чемпионат Германии в команду «Мильбертсхофен», а через три года, после завершения сезона 1982/1983 завершил карьеру, поиграв за «Швабинг».

### В сборной
Хорват выступал за сборную Югославии, проведя в её составе рекордную 231 игру. В 1972 году с командой он завоевал золото Олимпийских игр в Мюнхене, а в 1976 году стал знаменосцем сборной на церемонии открытия игр в Монреале (на тех играх сборная Югославии стала 5-й). В 1970 и 1974 годах завоёвывал со сборной бронзовые медали чемпионатов мира.

## Тренерская
В Германии Хорват стал гандбольным тренером и проработал с рядом немецких команд. В 2005 году он стал наставником клуба «2000 Кобург» и вывел его во вторую лигу. С 2013 года он тренирует хорватский клуб «Дубрава».

## Личная жизнь
Окончил юридический факультет Загребского университета. Жена Дуня, дочери Ясенка и Ваня и сын Хрвое. Ясенка была в своё время замужем за гандболистом Изтоком Пуцем, одним из самых известных в истории гандбола. Работает и проживает в Кобурге.

## Достижения

### Клубные
- Чемпион Югославии: 1967, 1968, 1970, 1971, 1972, 1977, 1979
- Победитель Кубка Югославии: 1968, 1976
- Победитель Кубка европейских чемпионов: 1972

### В сборной
- Олимпийский чемпион: 1972
- Бронзовый призёр чемпионатов мира: 1970 и 1974